# Caparezza
Pour les articles homonymes, voir Salvemini.
Caparezza (prononcé : [kapaˈrɛtt͡sa]), de son vrai nom Michele Salvemini, né le 9 octobre 1973 à Molfetta, est un auteur-compositeur-interprète et rappeur italien. Il fait ses débuts au Festival de Sanremo en 1997 (un concours de chant en italien) sous le nom de MikiMix.

## Biographie

### Enfance et débuts
Il est le fils de Franca Murolo et Giovanni Salvemini auparavant membre d'un groupe musical. Bien que souhaitant devenir dessinateur, il se lance dans des études de comptabilité à l'école professionnelle de Molfetta. Après obtention du diplôme, il décide de faire de la publicité et gagne une bourse d'études à l'Académie de la communication de Milan. Il abandonne cependant ses études pour se consacrer à la musique.
Il se déclare agnostique.

### Mikimix (1995–1998)
Salvemini lance sa carrière musicale sous le pseudonyme de Mikimix, composant des airs mélodiques et minimaux et profitant d'un succès modéré. Il passe à la télévision à Segnali di fumo, un programme musical sur la chaîne italienne Videomusic en compagnie de Paola Maugeri. Après plusieurs soirées à Milan, il joue au Festival de Castrocaro, puis participe au concours musical Sanremo Giovani en 1995 avec la chanson Succede solo nei film, mais ne se qualifie pas. En 1996, il publie son premier album Tengo duro et prend de nouveau part au concours Sanremo Giovani en 1996 avec la chanson Donne con le minigonne, où il est cette fois admis pour participer au festival Sanremo de 1997. En 1998, Salvemini publie son dernier single sous Mikimix, intitulé Vorrei che questo fosse il Paradiso.

### ?!(1998–2002)
De retour à Molfetta, il continue à composer dans son garage. Il se fait pousser les cheveux et une barbiche, et change son nom de scène pour Caparezza - signifiant « tête bouclée » dans le dialecte local de Molfetta - un nom qui lui est attribué en raison de sa coiffure bouclée traduisible également par « tête riche ». Il publie entre 1998 et 1999, trois démos intitulées Ricomincio da Capa, Con Caparezza... nella monnezza et Zappa. En 2000, il publie son premier album studio, intitulé ?!, qui contient 12 des 14 chansons issues de ses démos. L'album contient les singles Tutto ciò che c'è, La fitta sassaiola dell'ingiuria, Chi c*zzo me lo fa fare et La gente originale.

### Verità supposteetHabemus Capa(2003–2007)

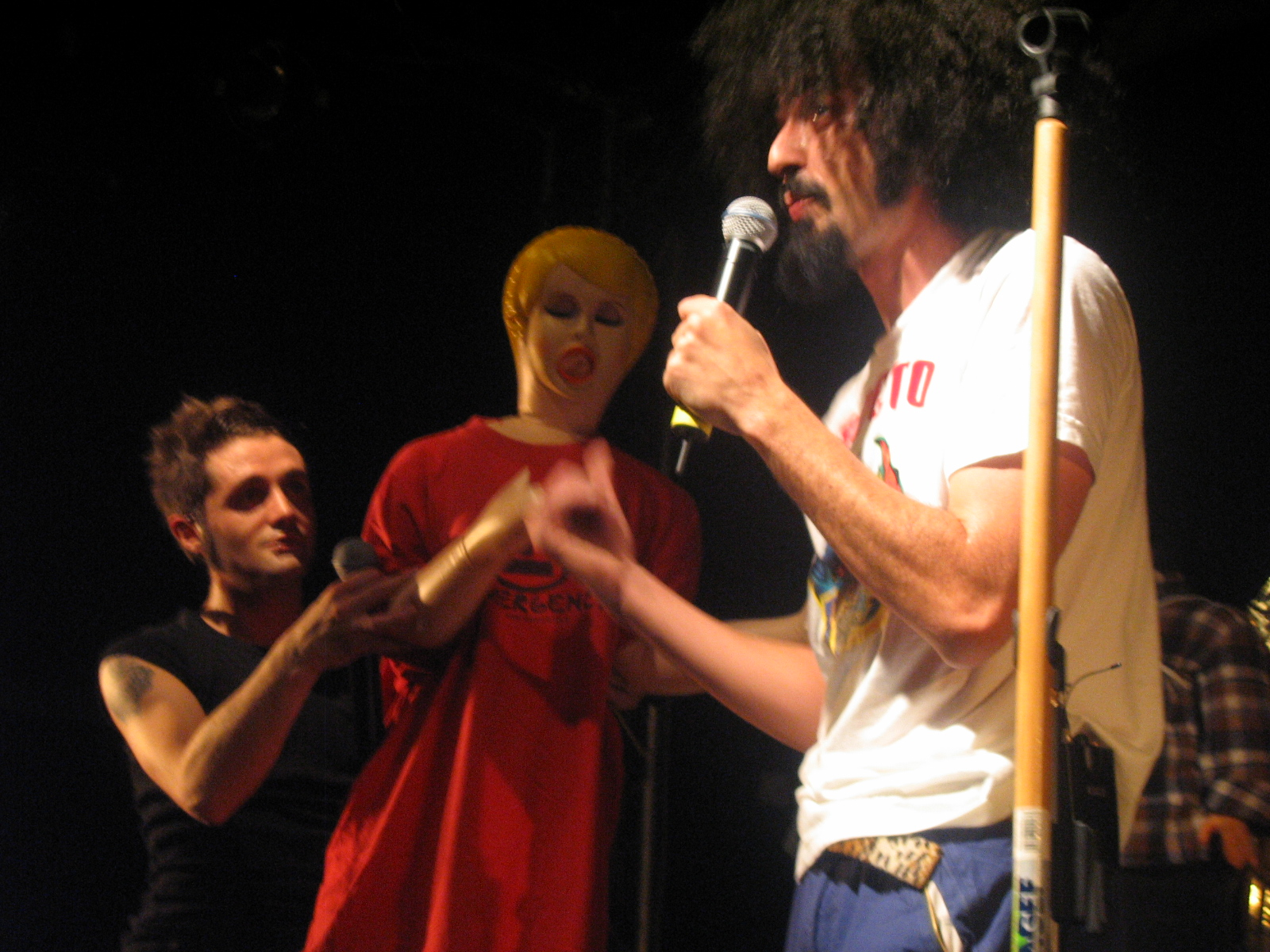
Caparezza (à droite) et Diego Perrone en concert à Turin, en 2006.

En 2003, Caparezza publie son deuxième album studio, intitulé Verità supposte. L'album obtient un bon succès, notamment grâce à quatre des six singles qu'il contient incluant : Il secondo secondo me et Fuori dal tunnel (2003), Vengo dalla Luna et Jodellavitanonhocapitouncazzo (2004). Fuori dal tunnel fait l'objet d'interrogations : la chanson devient véritable tube d'été, ce qui n'était pas l'intention de Caparezza. Caparezza dénonce lors d'interviews le fait que les médias de masse arrivent encore à fausser grossièrement la signification des textes.
En 2005 sort l'album hommage Seguendo Virgilio - dentro e fuori il Quartetto Cetra, dans lequel divers artistes revisitent des morceaux d'Antonio Virgilio Savona du groupe Quartetto Cetra ; parmi ces morceaux, Caparezza avec la chanson Sciabola al fianco pistola alla mano. Dans la même période, il fonde le groupe SunnyColaConnection avec 'u Fabie et 'u Bepp, puis publie l'album A molfettesa manera en téléchargement gratuit. Le nom du groupe est un jeu de mots entre Sunny Cola et San Nicola di Bari, qui, selon la tradition à Bari, apporte des cadeaux aux enfants les 6 décembre.
En mars 2006, Caparezza publie son troisième album Habemus Capa, qui contient les singles La mia parte intollerante, Torna Catalessi et Dalla parte del toro. 

### Le dimensioni del mio caos(2007–2010)

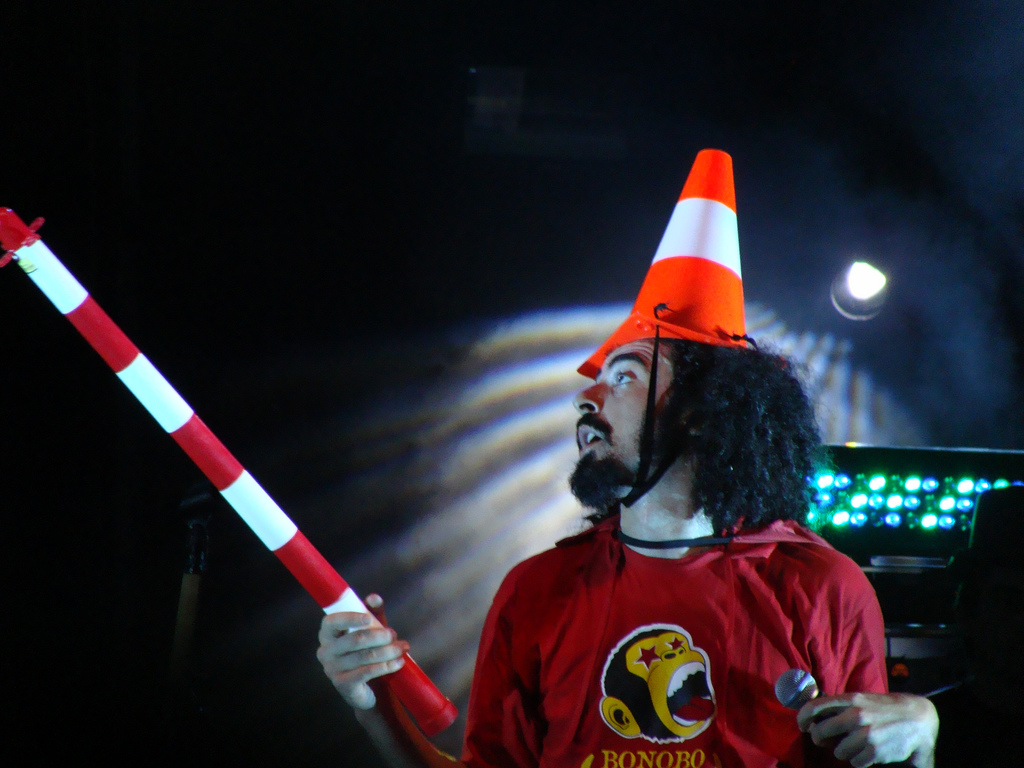
Caparezza en concert.

Le 21 janvier 2007, il joue au Crazy Live Music, une série de concerts gratuits organisée à la XIII Universiade invernale de la Piazza Vittorio Veneto à Turin. L'année 2007 assiste également à la sortie de son quatrième album, avec différentes collaborations : Puni, Monde Marcio, Roy Paci & Aretuska, Piotta, Radiodervish, Macaco, Malos Cantores, Antianti, et The Medusa.
En février 2008 paraît l'album Bruno Lauzi e Il Club Tenco contenant des enregistrements inédits en direct de chansons du répertoire de Bruno Lauzi réinterprétées par des artistes italiens, dont Caparezza sur la chanson Al pranzo di gala di Babbo Natale. Le 11 avril 2008, il publié son quatrième album Caparezza,  Le dimensioni del mio caos. L'album est précédé par le single Eroe (Storia di Luigi delle Bicocche), joué le 25 avril lors d'une performance live à la Piazza San Carlo de Turin organisée par le comédien Beppe Grillo.

### Il sogno eretico(2011–2013)

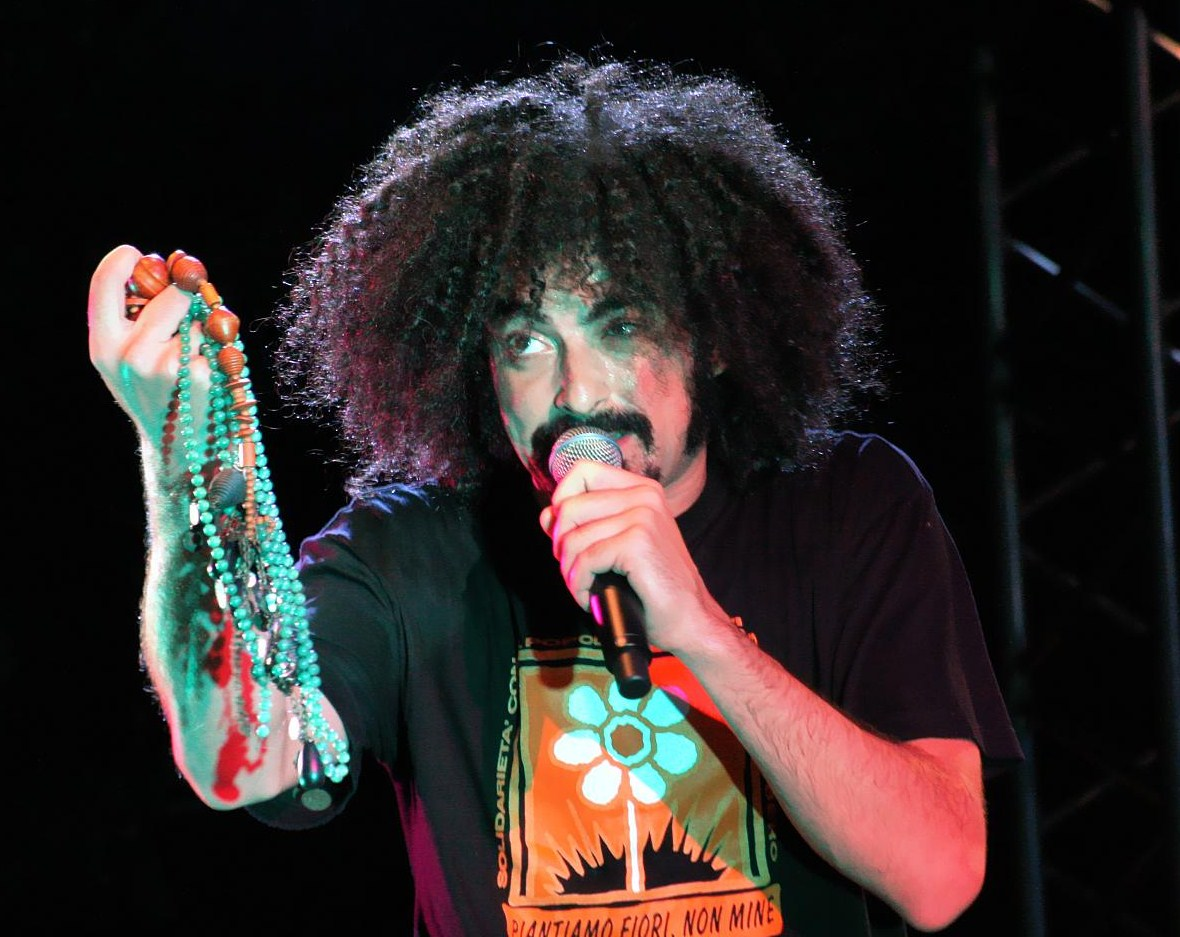
Caparezza en concert.

Le 5 janvier 2011 est publié le film Che bella giornata, dans lequel participe Caparezza chantant Sarà perché ti amo de Ricchi e Poveri, Non amarmi d'Aleandro Baldi et Francesca Alotta et le single Vieni a ballare in Puglia. Le 1er mai 2011, il participe de nouveau au concerto del Primo Maggio, chantant dans l'ordre Non siete Stato voi, Goodbye Malinconia, Legalize the Premier et La fine di Gaia. À cette même période, il publie sur YouTube une série de courts-métrages intitulés The Boias, avant la sortie de son cinquième album, intitulé Il sogno eretico publié le 1er mars 2011 chez Universal Music Group. L'album est précédé par le single Goodbye Malinconia, fait avec Hadley, diffusé à la radio le 28 janvier 2011.